# 安多夫
安多夫是奥地利上奥地利州谢尔丁县的一个市镇。总面积38平方公里，总人口4942人，人口密度130.1人/平方公里（2005年）。